# Порамъя
Порамъя (устар. Порам-Я) — река в России, протекает по Берёзовскому району Ханты-Мансийского АО. Устье реки находится в 8 км от устья реки Кырсим по правому берегу. Длина реки составляет 43 км. В 13 км от устья впадает левый приток Мань-Порамъя.

## Данные водного реестра
По данным государственного водного реестра России относится к Нижнеобскому бассейновому округу, водохозяйственный участок реки — Северная Сосьва, речной подбассейн реки — Северная Сосьва. Речной бассейн реки — (Нижняя) Обь от впадения Иртыша.
Код объекта в государственном водном реестре — 15020200112115300027711.